# Хозяйки литературных салонов
Хозяйки литературных салонов (фр. salonnières) — выдающиеся женщины, блиставшие остроумием, талантами, красотой и группировавшие вокруг себя выдающихся представителей науки, искусства и политики для бесед в изящной форме по вопросам политики и литературы на домашних салонах, сыгравших видную роль в истории литературы и политики.
На тот[какой?] исторический момент салоны заменяли современную печать в выражении общественного мнения; там зарождались веяния и требования, вырабатывавшиеся затем в целые системы и налагавшие свой отпечаток на литературу и общество. Первые салоны XVI века Маргариты Шотландской и Маргариты Наваррской были исключительно литературными. Особенно выделялись салоны во Франции, они особенно размножились при Людовике XIV. Мольер высмеивал их в «Смешных жеманницах» за пустозвонство. В XVIII веке салоны получили политический характер.

Умение держать салон Державин называет «искусством». П.А. Вяземский отмечает как главную особенность салона то, что им руководить может только женщина. «Ум женщины, — пишет он, — тем и обольщает и господствует, что он отменно чуток на чужой ум. Женский ум часто гостеприимен; он охотно зазывает и приветствует умных гостей, заботливо и ловко устраивает их у себя. Лучше, если хозяйка дома в зрелом возрасте, более беспристрастном и бескорыстном».

## Античность
В Афинах у некоторых гетер собирались выдающиеся современники, например, у Аспасии (ок. 470—400 до н. э.) в доме были Перикл, Сократ, Алкивиад и другие, обсуждавшие различные вопросы философии и политики; она давала уроки риторики.

## Франция
Образование французских салонов относится к XVI и особенно к началу XVII веков, когда женщина в высшем обществе Франции делается предметом особого культа и около неё образуется круг поклонников.

### XVI век
Первые салоны носили исключительно литературный характер. Маргарита Наваррская (1492—1549) в XVI веке была из числа первых женщин, дом которых служил сборным местом для поэтов и учёных.

### XVII век
- Одним из первых и наиболее блестящим в XVII веке был салон Рамбуйе, сделавшийся сборным пунктом всех хорошо воспитанных, остроумных людей. Его душой была хозяйка маркиза Рамбуйе; в её отеле собирались Корнель, Ротру, Скюдери, Малерб и др.; этот салон оказал благотворное влияние на развитие французской литературы.
- К началу XVII века относится также салон г-жи Поле, пользовавшийся в Париже большой известностью и посещавшийся королём Генрихом IV.
- Из великосветских салонов того века блистал салон г-жи Бурдонне в Пале-Рояле.
- В салоне моралистки Мадлен де Сувре зародился новый литературный жанр, наиболее известным примером которого являются «Максимы» (фр. Réflexions ou sentences et maximes morales; 1665) Франсуа де Ларошфуко, — сборник афоризмов, составляющих кодекс житейской философии.
- К салонам, в которые был открыт доступ и буржуазии, относится салон мадемуазель де Скюдери, у которой собирались Шапелен, Саразен, г-жа де Севинье, Скаррон, читались стихи и другие литературные произведения, обсуждались события дня и т. п.[1]

Размножившиеся при Людовике XIV салоны, большая часть которых отличалась вычурным тоном, жеманством и пустозвонством, были осмеяны Мольером в комедии «Смешные жеманницы». Последние годы царствования Людовика XIV не благоприятствовали развитию общественной жизни, но при регентстве салоны вновь появились, ещё более блестящие.

### XVIII век
В XVIII веке новые идеи проникают в салоны, придавая им политическое значение:
- в отеле Сюлли (фр.) появлялся Вольтер;
- в отеле Виллар (фр.) собиралась вся знать;
- салон супруги маршала Бово (маршал Бово-Кран), известный независимым образом мыслей, поддерживал находившегося в опале Шуазёля, а впоследствии Некке́ра;
- салон супруги маршала д’Анвиль был одним из первых, где свободно разбирались философские вопросы; хозяйка его была предана идеям Тюрго и покровительствовала Вольтеру;
- в салоне герцогини Эгильон (фр. Marie-Madeleine de Vignerot d’Aiguillon) находили убежище преследуемые философы;
- им же оказывал покровительство салон г-жи Удето;
- салон в Тампле, хозяйкой которого была г-жа де Буффлер (фр. Amélie de Boufflers; (1746/1751-1794), любовница принца Конти, отличался богатством своих приёмов;
- салон мадам Граммон (фр. duchesse de Gramont, 1730—1794), сестры Шуазёля, являлся первым политическим салоном: он представлял собою род тайного комитета, куда каждый являлся с отчётом и где велись рассуждения о государственных делах;
- некоторую политическую роль играл и салон г-жи Рошфор.

Финансовая знать собиралась в салонах Самюэля Бернара (фр. Samuel Bernard), Ло, Пленеф, Трюден, Ла-Попелиньер.
Чисто литературный характер имели салоны мадам д’Эпине (1726—1783), Дюдеффан (1697—1780), Леспинас (1732—1776); здесь вокруг блестящих хозяек собирались философы и вообще остроумные люди; эти салоны имели такое же влияние на литературу, как салон мадам де Рамбуйе.
К началу революции салоны представляли собою уже как бы переход к революционным клубам; таковы были в 1789 году:
- салон Неккер, где собирались Сиейс, Кондорсе, Талейран, аббат Делиль и другие, и блистала дочь хозяев, впоследствии мадам де Сталь;
- салон Богарне (1763—1814), Жанлис (1746—1830) , Гельвеций[4] (1722—1800) — в котором бывали Вольней, Сиейс, Бергасс, Манюель, Кабанис;
- салон г-жи Панкук, где собирались Мармонтель, Седен, Лагарп, Фонтан, а также Баррер, приносивший с собою революционный элемент, которого в то время не мог избежать ни один салон;
- салон Жюли Тальма (Julie Talma), супруги знаменитого актёра, откуда впоследствии Наполеон направлял переворот 18 брюмера;
- салон г-жи Кондорсе, бывший как бы центром всей мыслящей Европы; здесь считали долгом бывать все выдающиеся учёные иностранцы, включая, например, Томаса Джефферсона.

После 1790 г. салоны сменились клубами; первые, как собрания людей небольшого круга светского общества, оказывались недостаточными для потребностей времени.
Последним салоном, уже исключительно политическим, являлся салон г-жи Ролан. который был блестящим очагом революции; у неё бывал сначала Робеспьер, затем её дом сделался центром партии жирондистов.
После переворота 9 термидора вновь появились салоны; наиболее блестящим из них был салон г-жи де Сталь, во время террора принимавшей гостей в замке Коппе близ Женевы; у неё собирались все выдающиеся деятели эпохи Директории — Бенжамен Констан, Талейран, Карно, Бонапарт, Барбе-Марбуа, Буасси д’Англе, г-жи Криденер и Рекамье.

### XIX век
При первом консуле салон мадам де Сталь сделался очагом оппозиции, хотя там появлялись и приверженцы правительства, братья консула, министры и т. д. Изгнанная во время Империи из Франции, г-жа Сталь вернулась в Париж в 1814 году и восстановила свой салон, где бывали Бенжамен Констан, аббат Прадт, Лафайет, Фуше, Веллингтон.
Блестящий салон г-жи Таллиен во время директории несколько напоминал времена Регентства; в салоне Сюар собирались учёные и светские люди.
При Наполеоне I, когда политическая свобода во Франции была сильно стеснена, салоны потеряли своё прежнее значение; единственной приманкой в салоне являлась женская красота. В те годы были знамениты салоны мадам Рекамье и мадам Ремюза.
Прежний блестящий салон возрождается в эпоху Реставрации и вновь начинает играть выдающуюся роль:
- салон г-жи Лебрен являлся местом собрания старых легитимистов;
- у барона Жерара собирались главным образом писатели, артисты, художники и др.;
- блестящий салон г-жи Ансело являлся в конце эпохи реставрации как бы путём в академию; там собирались литературные и другие знаменитости, как Виктор Гюго, Альфред де Виньи, Эмиль Дешан, Шатобриан, Консидеран, князь Чарторыйский, князь Полиньяк;
- салон Шарля Нодье обединял собою главным образом писателей новой школы — Виктора Гюго, Мюссе, Александр Дюма, Дешана и др.;
- салон Виктора Гюго, бывший вначале чисто литературным, с 1848 г. обратился в политический и просуществовал до декабрьского переворота 1851 г.;
- салон красавицы г-жи Рекамье посещали её многочисленные поклонники: Шатобриан, Балланш, Ампер, герц. Ноайль, Паскье, Монталамбор, Фаллу и др.;
- в салоне герцогини Абрантес собиралось небольшое общество представителей бонапартистской знати и современной литературы, например Люсьен Бонапарт, Бальзак; это был преимущественно артистический салон, славившийся своею роскошью и празднествами, которые совершенно разорили хозяйку.

Среди салонов последних лет Июльской монархии выделялись салон г-жи де Кюстин, с особым оттенком легитимистского романтизма, и салон г-жи Жирарден, посещавшийся Виктором Гюго, Готье, Мери, Гозланом и др.
Во время Второй Республики салоны имели исключительно политический характер; таков был салон депутата Флавиньи, где, кроме депутатов, собирались и иностранные дипломаты.
После переворота 2 декабря появились официальные салоны, например салоны государственного министра (при Фульде), салон президента законодательного корпуса, блиставший при герцоге Морни. Исключительно аристократический характер имел салон г-жи Меттерних, жены австрийского посла. Салон г-жи Свечиной был сборным местом легитимистов и клерикалов.
К началу XX века значение парижских салонов исчезло, как и их влияние на литературу и политику.

## Англия

### XVIII век
В салоне писательницы Элизабет Монтегю (1718—1800) в 1760-х годах родилось выражение «синий чулок».

## Россия
В истории русского общества важную роль играли светские салоны женщин, вокруг которых группировались литературные и общественные деятели:
- царевна Наталья Алексеевна (до 1716).
- царевна Екатерина Иоанновна (герцогиня Мекленбургская) (1720-е гг.)
- цесаревна Елизавета (будущая императрица Елизавета I) (1730-е гг.)
- Мария Кантемир (сестра поэта Кантемира) (1730-е гг.)
- Елена Павловна (Фредерика Вюртембергская)
- Голицына, Авдотья Ивановна
- полковник Иван Бенкендорф и его супруга Елизавета Ивановна.
- Волконская, Зинаида Александровна
- Пономарёва, Софья Дмитриевна
- Елагина, Авдотья Петровна, её сыновья Киреевский, Иван Васильевич и Киреевский, Пётр Васильевич («воскресенья»)
- Раден, Эдита Фёдоровна
- Павлова, Каролина Карловна
- Ростопчина, Евдокия Петровна
- Никитина, Евдоксия Фёдоровна («Никитинские субботники»)
- Морозова, Варвара Алексеевна
- Гиппиус, Зинаида Николаевна («Зелёная лампа»)